# Blacha (herb szlachecki)

Blacha I

Blacha II

Blacha (Budwicz) – polski herb szlachecki, występujący w dwóch odmianach, używany oryginalnie przez rodzinę pochodzącą ze Śląska. Juliusz Karol Ostrowski podaje, że herb ten pierwotnie występował w jednej odmianie (Blacha II), a odmiana I powstała wskutek pomyłki Niesieckiego. Odmianę tę część rodów przyjęła jako własną.

## Opis herbu
Blacha I: W polu srebrnym strzała żeleźcem do góry, po bokach po pół lilii.
W klejnocie takaż strzała, przeszywająca hełm w koronie.
Blacha II: Na tarczy dwudzielnej w słup w polu I srebrnym lilia czerwona, w II czerwonym lilia biała na połączeniu pól strzała ostrzem do góry, w prawej połowie czerwona, a w lewej srebrna.
Nad tarczą hełm w zawoju czerwono-białym, przeszyty strzałą czerwoną ostrzem do góry ukośnie w prawo.
Labry czerwone podbite srebrem.
Wedle informacji przekazywanych przez dr. Arkadiusza Kuzio-Podruckiego, wersji takiej używała katolicka gałąź rodu. Gałąź ewangelicka, miała mieć koronę w miejsce zawoju i strzałę w klejnocie, a nie przeszywającą hełm.

## Najwcześniejsze wzmianki
Wedle Ostrowskiego, przyniesiony w XIV wieku z Czech. Protoplastą rodu Blachów miał być Mikołaj Kopieński z Kopienic (Śląsk), zwany Blachą, wzmiankowany w 1460 roku. Jego przezwisko miało udzielić nazwy herbowi i rodowi.

## Herbowni
Tadeusz Gajl wymienia następujące rody herbownych:
Blacha I: Bajraszewski, Blacha, Budwicz, Byszyński, Kopczyński, Sahajdakowski.
Blacha II: Byszyński, Jachimowski.